# 타임시트

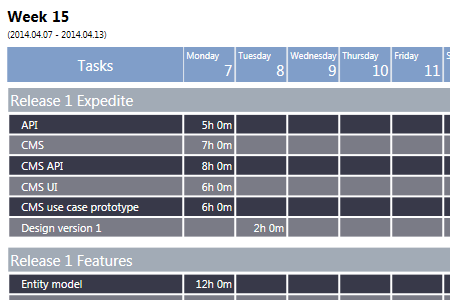

타임시트(timesheet)는 각 일에 소비된 노동자의 시간의 양을 기록하는 수단이다. 전통적으로 표 형태로 정렬된 데이터를 지닌 종이 시트로 이루어진 타임시트는 지금은 전자 문서나 스프레드시트 형태로 구성된다. 타임 클럭에 의해 도장이 찍히는 타임 카드(time card)는 타임시트의 역할을 하거나 채워 넣을 데이터를 제공한다. 이것들도 지금은 디지털 형태인 경우가 많다.
인력적인 부분에서 개개인의 활동에 따라 소비된 시간은 시간의 경과에 따라 분석되어 큰 유형으로 분류될 수 있다. 산출 결과에 따라 역할이 재배치될 수 있다.

## 같이 보기
- 타임 클럭
- 시간 관리